# Branoux-les-Taillades
Branoux-les-Taillades este o comună în departamentul Gard din sudul Franței. În 2009 avea o populație de 1.336 de locuitori.

## Evoluția populației
| An        | 1975  | 1982  | 1990  | 1999  | 2006  | 2009  |
| --------- | ----- | ----- | ----- | ----- | ----- | ----- |
| Populație | 1.424 | 1.404 | 1.338 | 1.274 | 1.283 | 1.336 |